# 蒙巴頓 (音樂)
蒙巴顿（英語：Moombahton, /ˈmuːmbətɒn/, MOOM-bə-ton）是浩室音乐和雷鬼音乐的融合流派 ，由美国DJ和制作人戴夫‧纳达（Dave Nada）于2009年创造。 纳达在造词时使用了"Moombah"（蘇利南DJ Chuckie和荷兰制片人/ DJ Silvio Ecomo的曲目）和"reggaeton"（新词，reggae和 -ton词缀）

## 特点
Moombahton的特征包括浓重且分散的低音线，引人注目的音色以及使用快速鼓点的二步车库舞曲。 有时，moombahton会使用狂欢音乐合成器和无伴奏说唱。 音乐上，moombahton的节奏起源荷兰浩室或浩室音乐 ，伴随着缓慢的雷鬼节奏和打击乐 ，以通常每分钟100至128拍（BPM）演奏。